# Логантон (Пенсилванија)
Логантон (енгл. Loganton) град је у америчкој савезној држави Пенсилванија.

## Демографија
По попису из 2010. године број становника је 468, што је 33 (7,6%) становника више него 2000. године.
| Група             | 2000.       | 2010.       |
| Белци             | 430 (98,9%) | 451 (96,4%) |
| Афроамериканци    | 1 (0,2%)    | 1 (0,2%)    |
| Азијати           | 3 (0,7%)    | 0 (0,0%)    |
| Хиспаноамериканци | 0 (0,0%)    | 10 (2,1%)   |
| Укупно            | 435         | 468         |